# Éducation chez les Témoins de Jéhovah
Vous pouvez aider à l'améliorer ou bien discuter des problèmes sur sa page de discussion.
- Il peut contenir un travail inédit ou des déclarations non vérifiées. Vous pouvez l’améliorer en ajoutant des références. (Marqué depuis juin 2012)

Vous pouvez aider à l'améliorer ou bien discuter des problèmes sur sa page de discussion.
- Il doit être recyclé. La réorganisation et la clarification du contenu sont nécessaires. (Marqué depuis juin 2012)

L'éducation chez les Témoins de Jéhovah est basée sur leur compréhension de la Bible, qui est publiée dans les publications de la société Watchtower. L'obéissance et le respect sont les qualités les plus souvent mise en avant par cette éducation.
L'éducation au sein du mouvement comprend des pratiques régulières comme l'assistance aux réunions de la congrégation, l'étude des publications du mouvement et la prédication. Cela implique aussi le refus de célébrer les fêtes religieuses et patriotiques, ainsi que le fait de se séparer d'avec ceux qui ne font pas partie du mouvement.
Cette éducation fait l'objet de critiques de la part d'associations de lutte contre les sectes, de commissions parlementaires et d'ex-membres.

## L’éducation religieuse des enfants

### Le rôle des parents
Les Témoins de Jéhovah n’ont pas d’école confessionnelle ni de cours religieux destinés spécifiquement aux enfants. Ce sont donc aux parents d'assurer l’éducation religieuse de leurs enfants. Cette éducation commence dès la petite enfance, avec des lectures de la bible et des écrits du mouvement, et la participation aux différentes activités des Témoins de Jéhovah : assistance aux réunions, prédication, étude des publications en famille et aux réunions.

### Le baptême
De tendance anabaptiste, les parents ne baptisent pas les nourrissons, car pour eux le baptême doit être volontaire et conscient, à un âge où la personne est en mesure de comprendre l'engagement qu'elle prend. Toutefois, les enfants ont la possibilité de se faire baptiser, s’ils apportent la preuve d'une maturité suffisante et qu’ils désirent devenir des disciples. Ils doivent pour cela s'identifier à des « proclamateurs de la bonne nouvelle du Royaume » en participant régulièrement à l’activité de prédication de porte en porte ou autre, et prendre une part active aux réunions organisées dans la congrégation.
Le baptême n'est donc pas réservé à de jeunes enfants, mais à ceux qui ont été capables d’assimiler l’enseignement religieux. Dans la pratique, certains se font baptiser vers l'âge de 10 ans, d'autres beaucoup plus tard. Un enfant peut très bien avoir compris toutes les connaissances élémentaires nécessaires à son baptême, celles-ci étant répétées très fréquemment lors des réunions de la congrégation et lors de l’étude des publications mises à sa disposition,.
Concrètement, les enfants ne sont pas systématiquement baptisés. Comme le note Nathalie Luca, anthroplogue au CNRS, « des recherches sociologiques ont montré que très peu de ces enfants devenaient eux-mêmes Témoins de Jéhovah, ce qui montre qu'ils ne sont pas totalement aliénés par le groupe ». En effet, d'après l'enquête de la SOFRES, parmi l'ensemble des foyers ayant des enfants, seuls 27 % ont baptisé tous leurs enfants, et 28 % certains d'entre eux.

## L’éducation scolaire

### École
Les enfants des Témoins de Jéhovah fréquentent dans leur immense majorité l’école publique, le mouvement n’ayant pas d’école confessionnelle. Les publications des Témoins de Jéhovah recommandent aux enfants d’adopter une attitude respectueuse à l’école. Aussi les enfants des Témoins de Jéhovah sont-ils bien adaptés au système éducatif. C'est ce que confirment deux inspecteurs généraux de l’Éducation nationale, membres de la Cellule de Prévention des Phénomènes Sectaires (CPPS) : « J’ai l’habitude de dire que dans l’éducation nationale, ces enfants sont des élèves « parfaits ». Ils sont parfaitement disciplinés, ils travaillent, ce n’est pas avec eux que l’on va avoir des problèmes. S'agissant des enfants Témoins de Jéhovah, je confirme ce que dit mon collègue : jamais nous n'avons de signalement nous alertant sur leur comportement. Il est vrai que nous les connaissons souvent mieux que les autres, parce que, souvent, ils affirment leur engagement. Leurs parents sont d'ailleurs souvent connus de tous. Mais force est de constater que ce sont souvent des enfants particulièrement bien adaptés à notre organisation scolaire. Leur scolarité ne pose pas de problème ».
Ils ont généralement bonne réputation. Le journaliste écrivain Thomas Lardeur a fait l'éloge du comportement de leurs enfants en milieu scolaire, mettant en avant leurs qualités : « Diverses enquêtes et témoignages le confirment, les enfants Témoins de Jéhovah sont scolarisés, en général bien élevés, et se montrent respectueux à l'égard de leurs professeurs, sincères dans leur souci d'aider leur prochain ».
Les publications du mouvement conseillent toujours le dialogue et une attitude respectueuse à l'égard des enseignants lorsqu'il s'agit de refuser de participer à une activité interdite par le mouvement. Le mouvement s'imposant de rester neutre quant aux affaires du monde, les enfants ne participent donc pas aux élections de délégués de classe ni ne se portent candidats à celles-ci, (ce qui n'est plus d'actualité en France[réf. nécessaire]).
Une enquête de la SOFRES menée sur juillet-août 1998 signale que « trois familles sur quatre font participer leurs enfants aux activités culturelles et sportives de l'école, deux tiers aux activités sociales, classes vertes, classes de neige, etc.».

### Études supérieures
Une enquête menée en 2008 aux États-Unis sur l'ensemble des religions, par le Pew Research Center, indique que le pourcentage de diplômés universitaires est le plus faible de toutes les religions.
La Société Watchtower n’interdit pas impérativement les études, mais elle s’efforce de démontrer au travers de ses publications et discours qu’il est préférable d'en limiter la durée,, pour éviter de mettre en danger sa spiritualité au contact de l'enseignement profane : philosophie, préhistoire, évolution, etc.
De plus, considérant que le jour du jugement divin appelé Har-Maguédôn est très proche, les publications du mouvement estiment qu’il n’est pas très utile de faire de longues études et qu'il est préférable de consacrer le temps qu’il reste à l’œuvre de prédication.
Certains parents Témoins de Jéhovah font le choix de faire suivre des études plus longues à leurs enfants. Dans leur enquête, le journaliste Frédéric Lenoir et la sociologue des religions Nathalie Luca ont noté une évolution dans la place accordée à l'éducation scolaire des enfants. Ils s'appuient sur un exemple certes exceptionnel, mais mettant en valeur ce changement : le plus jeune bachelier de France de l'année 1996 à l'âge de 15 ans, de parents Témoins de Jéhovah a été accepté en classe préparatoire aux grandes écoles.
Depuis un certain temps, l’organisation encourageait des études plus poussées notamment en informatique ou dans le domaine du droit.
Dans la pratique, l'enquête de la SOFRES confirme aussi la tendance dans l'amélioration du niveau scolaire, le niveau d'instruction des interviewés étant voisin de celui de la moyenne des Français : « Le niveau d'instruction des interviewés est également voisin de celui de la moyenne des Français, sauf pour la catégorie des diplômés de l'enseignement supérieur de cycle long (BAC + 5) qui, elle, est sous-représentée par rapport à la moyenne : 3 % contre 12 % en national. Ce taux est cependant plus élevé (7 %) dans la tranche d'âge 15 à 34 ans. C'est dans la tranche d'âge des 50 ans et plus que le niveau d'études est le plus faible : 40 % des interviewés appartenant à cette tranche possèdent seulement le certificat d'étude ; le niveau s'élève dans les tranches les plus jeunes ».
Ces informations, qui se concentrent sur les Témoins de Jéhovah de France, doivent être nuancées avec les chiffres des autres pays.

#### L’enseignement de la philosophie au baccalauréat en France et les jeunes Témoins de Jéhovah
« Au travers de la maîtrise de la philosophie, ce qui est visé c’est la liberté de penser, liberté constitutive de la formation de l’homme et du citoyen, et contribuant à fonder l’idéal français de la République. » affirme Mark Sherringham, inspecteur général de l’Éducation nationale.
Partant de cela, les jeunes bacheliers témoins de Jéhovah ne voient certainement dans la préparation à l’épreuve de philosophie qu’un apprentissage républicain à l’usage de la liberté de penser. Et ce, parallèlement à leur formation missionnaire d’expression publique de leurs croyances, autorisée par la laïcité.
C’est ainsi, qu’ils n’ont jamais émis aucune objection de conscience face à l’obligation d’assister en terminale à plusieurs heures de cours de philosophie par semaine toute une année scolaire (8 h en série L, 4 h en série ES, et 2 h + 1 h en série S) et dans la voie technologique (1 h + 1 h).
Cette question au sein des familles témoins n’est d’ailleurs pas abordée pas plus que dans l’enseignement officiel (réunions, publications). Une explication résidant dans le fait que cette matière apparaît comme étant un « genre littéraire » (selon l’expression polémique de Jean-François Revel) de plus ; partie de l’éducation profane humaniste courante et acceptée jusque-là.
Il n’en existe pas moins une critique radicale à l’égard de la philosophie en général dans la littérature de la société Watchtower que l’on retrouve aussi dans nombre de courants spiritualistes.

## Critiques

### Éducation religieuse
Des organismes de lutte contre les sectes dénoncent certaines interdictions comme nuisant à l'intégration sociale de ces enfants, ainsi que la conception diabolisante de la société actuelle et l'enseignement apocalyptique des Témoins de Jéhovah, les conséquences liées à l’excommunication du mouvement, à laquelle peut aboutir un baptême parfois précoce, irréfléchi ou même forcé. un emploi du temps chargé et le risque mortel que représente le refus de la transfusion sanguine dans certains pays. De son côté, le mouvement met régulièrement en avant des jeunes épanouis au sein de leur religion et qui mèneraient une vie "normale", parfois à l'aide d'enquêtes sociologiques.
Les Témoins de Jéhovah enseignent de leur côté que les enfants doivent respect et soumission à leurs parents. Ils doivent leur obéir en toute chose, pourvu que les demandes des parents soient en conformité avec l'enseignement du mouvement religieux. Ou comme ils le disent "en accord avec la Bible". De leur côté, les parents ont la responsabilité de les éduquer. Ils doivent passer du temps, étudier la Bible avec eux et combler à la fois leurs besoins spirituels et affectifs. Il est recommandé aux parents de ne pas discipliner leurs enfants de façon dure ou cruelle. Aux critiques, les Témoins de Jéhovah font remarquer que tout parent se souciant de son enfant agit de manière responsable en s'acquittant fidèlement de ses responsabilités envers lui. Ils estiment que l'éducation reçue au sein de leur mouvement contribue à faire plus tard des adultes épanouis et responsables, non-sujets aux comportements à risques telles que le suicide, le tabagisme ou la drogue. Ils affirment en outre respecter la volonté d'un enfant qui, devenu adulte, ne désire plus suivre l'enseignement du mouvement.
Selon M. Emmanuel Jancovici, chargé de mission pour la coordination, la prévention et le traitement des sectaires, même dans les communautés ouvertes sur l’extérieur, les enfants « sont conçus pour devenir des adeptes, et rien d’autre ». Dans tous ces groupes, les enfants réservent beaucoup de temps à la prière, à la formation religieuse et au prosélytisme. Estimant qu’un enfant Témoin de Jéhovah consacre, par semaine, dès l’âge de huit ou dix ans une vingtaine d’heures au groupe, ce qui est considérable si on ajoute ce temps à celui de sa scolarisation, il en conclut que : « la situation est totalement déséquilibrée », le temps de l’enfance n’étant plus respecté. En somme, si l'on en croit les sceptiques, "un enfant Témoin de Jéhovah n'a pas de temps pour ses loisirs et il n'y a pour lui que la religion et l'école".

M. Nicolas Jaquette a exposé devant la commission d’enquête la semaine-type d’un enfant Témoin de Jéhovah : 
«  Le rythme est très dense, mais doit s’apprécier sur une semaine. Chaque jour un « programme spirituel » vous est attribué. Comme tout Témoin de Jéhovah, les enfants sont astreints aux trois réunions – pour ma part, c’était deux heures le mardi, une heure le jeudi et deux heures le dimanche – et à la prédication, quand bien même ils ne sont ni baptisés ni proclamateurs. Les parents envoient très tôt leurs enfants en prédication, et ils deviennent à 13 ou 14 ans (et même 11 pour certains) proclamateurs non baptisés. À ce programme extérieur à l’environnement familial relativement dense vient s’ajouter pour l’enfant un programme personnel : il doit préparer chacune des réunions de son propre chef en reprenant les publications fournies par la secte, vérifier l’exactitude des versets dans la Bible, soit en général une heure à une heure trente de travail de préparation la veille de chaque réunion. Sans oublier les activités à l’intérieur du cercle familial : « le texte du jour », c’est-à-dire un petit livret dont on lit, chaque jour, un petit texte suivi des explications qu’en donne la secte, la lecture de la Bible en famille, qui dure environ trois quarts d’heure, et la lecture personnelle que l’enfant doit faire chaque soir, durant trois quarts d’heure également. J’ai calculé qu’un enfant de primaire devait ainsi consacrer à la secte quasiment vingt-trois heures par semaine…   »
 Ce qui revient à l'empli du temps d'un lycéen.
De leur côté, les Témoins de Jéhovah font remarquer que le temps consacré à leurs offices est similaire d'un point de vue quantitatif à celui observé chez les pratiquants réguliers des grandes confessions religieuses. Par exemple, le rythme de deux réunions par semaine correspond à une cadence normale chez les groupes protestants. Or, cet emploi du temps chez les autres religions ne semble pas faire l'objet de polémiques.
Plusieurs enseignements inculqués à l'enfant (notamment la référence à Satan et l'enseignement apocalyptique) sont sujets à débat de la part de critiques du mouvement religieux,.
Une grande partie de l’enseignement de la Société Watchtower repose sur la croyance en la domination de Satan dans le monde actuel : le monde va mal car il est dominé par Satan qui cherche à détourner l’humanité du vrai Dieu. Ceux qui rejettent ou qui s'opposent à l'enseignement du mouvement religieux sont égarés par Satan. Cet enseignement fondamental est sans cesse répété à l’enfant, notamment au travers des publications qu’il étudie et durant les cinq réunions de la congrégation. Ce qui endoctrine l'enfant et lui fait penser que si quelqu'un se moque de lui c'est Satan qui le contrôle. S'il adhère complètement aux idées de l'organisation religieuse, il n’en sera pas perturbé, car lui, dans la « Vérité », se sentira en sécurité parmi les vrais serviteurs de Dieu. S'il n'adhère pas c'est qu'il est lui-même égaré par Satan et cela peut aller jusqu'au placement de l'enfant en pension.
Un autre enseignement majeur de la Société Watchtower, fondée sur sa lecture du livre de l’Apocalypse, est la croyance en l’imminence de la destruction de ce « système de choses » au jour d’Armageddon. Les publications étudiées par l'enfant présentent des descriptions de cette guerre, ainsi que la promesse d’un magnifique paradis pour les serviteurs zélés de Jéhovah. La Société Watchtower utilise de nombreuses images qui opposent des scènes bucoliques de paradis terrestre à des scènes de destruction : hommes et femmes terrifiés tentant de fuir une pluie de météorites, crevasse s’ouvrant sous les pieds d’une foule apeurée, éclairs zébrant le ciel.
Aux critiques ayant trait à ces enseignements, les Témoins de Jéhovah rappellent qu'enseigner la croyance en l'existence du Diable et l'imminence de l'apocalypse n'est pas condamnable d'un point de vue juridique. En effet, l'article 14 de la Convention internationale des Droits de l'enfant, l'article D.131-15 du Code de l'Éducation, et l'article 371.1 du Code civil, reconnaissent aux parents le droit d'élever leur enfant selon les croyances religieuses de leur choix. Aussi, critiquer le choix de parents d'enseigner à leur enfant leur propre foi peut être interprété comme une remise en cause ce droit fondamental reconnu par de hautes instances. De plus, ces croyances, souvent stigmatisées dans le cas des Témoins de Jéhovah, ne leur sont pas forcément spécifiques (groupes évangéliques ou pentecôtistes par exemple).
Critiqués pour leur refus de prendre part aux fêtes d’autres religions, les Témoins de Jéhovah notent que de nombreux enfants musulmans ou juifs ne célèbrent pas certaines d'entre elles (notamment Noël), sans pour autant être considérés comme non intégrés d'un point de vue social. De plus, 22 % des français déclarent ne pas être attachés à la célébration de Noël, ce qui n'est généralement pas considéré comme un signe de désocialisation. De plus, un sondage a révélé que les mots préférés des enfants ont trait aux gourmandises et aux animaux ; les mots 'anniversaires' et 'Noël' n'ayant pas été cités.

### Éducation scolaire

#### Prédication à l'école
En ce qui concerne la prédication, la littérature des Témoins de Jéhovah relate fréquemment l'exemple d'enfants ayant fait des exposés sur leurs croyances et/ou distribué des publications à l'école, mais précisent souvent que cela ne concerne que les pays où la loi l'autorise. Il est demandé aux enfants français de se conformer à l’obligation faite en France de respecter la laïcité en milieu scolaire, c’est-à-dire ne pas d’activité de prédication ou de diffusion d’écrits religieux dans l’enceinte scolaire, mais leur recommande toutefois de « défendre la vérité » si un sujet religieux est abordé pendant un cours,.
Selon le rapport parlementaire de 2006, « l’institution scolaire est loin d’être un sanctuaire dont seraient exclues les manœuvres de prosélytisme ; celles-ci peuvent être en effet, le fait des jeunes adeptes eux-mêmes et être dirigées vers d’autres jeunes ». M. Daniel Groscolas, président du Centre contre les manipulations mentales, a mis l’accent sur ce problème crucial : « Les Témoins de Jéhovah, par exemple, donnent pour directive aux enfants de fréquenter les écoles pour y faire du prosélytisme (...) Cela pose problème, car si la législation oblige le personnel de l’école publique à respecter une neutralité absolue, elle n’interdit pas aux élèves d’affirmer leurs croyances. Certaines sectes ont bien compris tout le profit qu’elles pouvaient en tirer.»
M. Alain Berrou, ex-adepte des Témoins de Jéhovah, a apporté un témoignage personnel : 
« Si j’ai été endoctriné à l’école, ce n’est pas par accident, mais dans le cadre d’une campagne internationale adaptée à chaque pays. Ce que je prenais pour des discussions anodines avec des camarades de classe répondait en fait à un vaste programme de prosélytisme. Il aura dans mon cas fallu deux ans pour me persuader d’un certain nombre d’idées, suivant un processus parascientifique, mensonger et exhaustif. Petit à petit, je me suis mis à changer et à accepter des idées qui m’inspiraient jusqu’alors beaucoup de réticence. Poussé par la simple curiosité à l’égard d’un camarade de classe, je me suis trouvé engagé dans ce que je pensais être des discussions anodines – en fait, un processus pédagogique d’endoctrinement qui m’a conduit à me lier à une organisation et à une idéologie par un contrat. Je récuse le mot « baptême » qui vise à donner à l’idéologie et aux pratiques des Témoins de Jéhovah un masque confessionnel. Mais à la différence d’autres « mouvements », on est petit à petit conduit par le raisonnement et la persuasion à ce qu’ils appellent « baptême » et qui s’avère en fait être un contrat avec une organisation.  »

### Rapports parlementaires français
En France, le rapport parlementaire de 1995 classait le mouvement des Témoins de Jéhovah parmi les « mouvements apocalyptiques » qui prédisent la fin du monde régulièrement et parmi ceux qui pratiquent « l'embrigadement des enfants sous une forme plus ou moins insidieuse » .
En 2006, le rapport parlementaire relatif à l'influence des mouvements à caractère sectaire et aux conséquences de leurs pratiques sur la santé physique et mentale des mineurs, remis le 19 décembre 2006, évoque les Témoins de Jéhovah en ce qui concerne le conditionnement et la culpabilisation des enfants (pages 24 et 36), l'emploi du temps chargé de ces enfants (page 25), la prédication indirecte à l'école (pages 26 et 27), les troubles psychologiques qu'engendrerait "la séparation d'avec le monde" (pages 29 et 30), l'incapacité du développement de l'autonomie (page 32), les risques de non-dénonciation d'abus sexuels sur mineurs (pages 39 et 40), les difficultés psychologiques de la sortie du mouvement (page 51), le problème des transfusions sanguines (pages 65 à 68 et 129 et 130) :
La commission d’enquête parlementaire avait envoyé un questionnaire à la Fédération chrétienne des Témoins de Jéhovah. Le courrier en date du 18 octobre 2006 adressé par son président en réponse à ce questionnaire est d’ordre général et s’abstient de répondre point par point aux questions posées. Il indique notamment : « Les termes de votre questionnaire révèlent que notre confession religieuse n’est pas concernée par les investigations demandées ». Il mentionne que « les parents Témoins de Jéhovah confient leurs enfants aux établissements scolaires et mettent tout en œuvre pour assurer leur épanouissement et leur insertion sociale et professionnelle ».
De leur côté, les Témoins de Jéhovah estiment que la commission parlementaire relative à l'influence des mouvements sectaires sur les mineurs n'a pas respecté le débat contradictoire en refusant de les auditionner.

M. Jean-Michel Roulet, président de la Mission interministérielle de vigilance et de lutte contre les dérives sectaires  a expliqué que les enfants Témoins de Jéhovah entendent chez eux un discours qui discrédite l’enseignement qu’ils reçoivent à l’école : « On demande ainsi à ces enfants d’apprendre et de réciter quelque chose en quoi on leur dit de ne pas croire et qu’on leur présente comme une création du diable. Ils sont donc en apparence en milieu ouvert, mais sont en fait en milieu fermé, en étant obligés de jouer la comédie. » Ces propos ont été illustrés par le témoignage de M. Nicolas Jaquette, jeune ex-adepte, concernant tant l’enseignement que les choix de lecture : 
«  En entrant à l’école, l’enfant est déjà préparé à ce qui lui sera enseigné à l’aune de l’enseignement de la secte : ce qui correspond à ce qu’on lui a déjà enseigné est acceptable, ce qui ne correspond pas n’est qu’objet de mépris. […] Le Témoin de Jéhovah s’entend clairement répondre : « s’il y a de la littérature extérieure intéressante, on vous le fera savoir. Mais ne vous y intéressez pas de votre propre chef : passez plus de temps à étudier pour vous persuader de votre foi et vous convertir davantage encore, approfondissez votre étude personnelle, mais n’allez pas voir à l’extérieur ». De fait, ce mépris soigneusement cultivé à l’égard des historiens, des scientifiques, du milieu enseignant, du milieu médical, rend le Témoin de Jéhovah enfant totalement imperméable à tout ce qu’on peut lui apprendre dans le milieu scolaire : dès lors que cela ne correspond pas au credo de la secte, ce n’est pas acceptable, c’est faux. Il aura donc un réflexe d’autodéfense et bloquera sans même s’en douter son esprit à toute absorption.  »

Le rapport de la commission d’enquête évoque "les difficultés psychologiques des sortants de sectes" estimant qu'elles sont les plus considérables et les plus durables puisque celle-ci implique outre une perte de repères, la rupture de nombreux liens affectifs, familiaux et amicaux. D'après ce rapport, le jeune dont les parents sont restés adeptes fera ainsi, en général, l’objet d’un rejet de leur part. M. Nicolas Jaquette, jeune ex-Témoin de Jéhovah a "longuement fait état de la détresse affective qui en résulte, après avoir indiqué que seul un accompagnement par une association lui avait permis de franchir cette étape" : 
« En effet, parmi les éléments qui dissuadent d’en sortir […], il y a le fait que la secte interdit à ses adeptes tout contact avec ceux qui la quittent ou en sont exclus. Et dans la mesure où l’adepte n’a de contact qu’avec les gens de la secte, la quitter revient à se séparer de tout son environnement affectif et à se retrouver dans un monde où l’on n’a aucun lien. C’est en fait un chantage à l’affectif, et une grande force dont usent les Témoins de Jéhovah pour conserver leurs adeptes et même faire revenir certains démissionnaires qui se retrouvent rapidement en détresse affective dans un monde où ils ne connaissent personne. Du coup, ils reviendront « par défaut » dans la secte pour y retrouver ce lien affectif. Depuis que j’ai quitté la secte, je n’ai plus aucun contact avec mes parents. Ils sont allés en s’amenuisant jusqu’à ne se réduire qu’à de brefs appels au téléphone : « Tu as quand même conscience des conséquences de tes choix ? » Ils m’ont abandonné, je ne suis plus leur fils. » »

En réponse à une interrogation du président Georges Fenech sur les troubles psychologiques constatés au cours de sa vie professionnelle, Me Line N’Kaoua, avocate, a déclaré : « Le plus souvent, nous rencontrons des enfants marginalisés, victimes d’une rupture avec la société. Ils ne participent pas à certaines fêtes. Certains enfants Témoins de Jéhovah jettent les boules de Noël quand la maîtresse demande de décorer le sapin. Certains refusent de participer à des activités extrascolaires, parce qu’il ne faut pas de compétition. Certains enfants sont en grande souffrance et l’expriment par des cauchemars, par un rejet de l’autre parent, rejetant par exemple toute la lignée paternelle lorsque le père n’est pas adepte de la secte. » M. Nicolas Jaquette a décrit devant la commission d’enquête "ce processus de manipulation, en évoquant la souffrance qui en résulte" : 
«  Les relations avec les autres sont évidemment des éléments auxquels les enfants sont très sensibles, surtout lorsqu’il s’agit de concrétiser ces liens au moment de fêtes qui sont autant de moments de cohésion sociale. Pour donner une bonne image du mouvement, on permet aux enfants de côtoyer les autres, mais d’une manière encadrée et très limitée. Parmi les messages les plus répétés : "Vous avez des amis dans la congrégation, n’allez pas vous en faire ailleurs." […] Dans le même temps, les gens de l’extérieur sont appelés « le monde », dont toute la littérature des Témoins de Jéhovah dit qu’il est méchant, sous la coupe du diable et appelé à disparaître. La diabolisation vaut pour les petits camarades d’école, dont on apprend à se méfier ; […] Les fêtes sont un sujet particulièrement douloureux pour tous les enfants Témoins de Jéhovah, même si on leur apprend que ce n’est pas le cas : voir se succéder tous les réveillons de Noël, du jour de l’An, les anniversaires, sans qu’il ne se passe rien d’autre qu’un jour normal, entendre le lendemain tous les copains parler des cadeaux qu’ils ont reçus […] On vous apprend à déblatérer toute une série de slogans pour vous justifier et surtout vous surprotéger vous-même de la douleur que ressent un enfant séparé des autres par de telles circonstances : être invité à un anniversaire et ne pas pouvoir y aller, ne pas pouvoir fêter le sien… Je ne sais même pas quel âge ont mes parents : on n’a jamais fêté leur anniversaire. Pour tout le monde, cette fête annuelle permet d’avoir une idée du temps qui passe pour les autres. Moi, je n’ai pas cette notion-là, y compris pour des amis proches. Cela peut paraître banal, mais lorsqu’on y réfléchit après coup, on s’aperçoit que ces situations totalement décalées, ajoutées les unes aux autres, en viennent à former un bagage terriblement lourd à porter…  »

Les moqueries dont ont à souffrir ces enfants contraints à la différence ont été évoquées par M. Nicolas Jaquette, en réponse à des questions posées par M. Serge Blisko, membre de la commission d’enquête, qui portaient sur les réactions de la société face au comportement « étrange » ou pour le moins réservé de ces enfants. M. Nicolas Jaquette a décrit dans ces termes le phénomène d’emprise mentale qui conduit l’enfant à l’acceptation de sa souffrance : 
«  Le comportement "bizarre" que l’enfant est tenu d’adopter à l’égard de ses camarades – refus des anniversaires, obligation de placer des mots conformes à l’idéologie de la secte – est évidemment de nature à susciter la moquerie, ce qui le rend d’autant plus pénible. Lorsque l’on arrive à l’adolescence, on n’a déjà pas besoin d’être Témoin de Jéhovah pour y prêter le flanc : mais ne pas s’habiller à la mode, aller en prédication faire du porte-à-porte en costume-cravate, ne pas aller aux anniversaires et pas davantage en boum et en sortie, cela fait beaucoup… Et face aux autres qui se moquent de lui, l’enfant Témoin de Jéhovah est conforté dans son statut de victime tel que le présente la secte : le monde vous persécute parce que vous êtes les élus ; comme Jésus a été persécuté, tu le seras également ; si on te persécute à l’école, c’est donc que tu es dans le vrai. Et cela fonctionne très bien : l’enfant trouve normal de se faire persécuter, même si c’est extrêmement douloureux et même insupportable. »
En ce qui concerne le bien-être des enfants, certaines études ont abouti à des conclusions radicalement différentes de celles avancées par leurs détracteurs. Par exemple, à propos de ces derniers, une étude combinant une approche psychologique et juridique déclarait : « non seulement l'attachement aux parents dans l'enfance n'est pas insécure, mais il a tendance à être plus sécure que les normes » ; « le niveau de bien-être est comparable aux normes et il existe même un optimisme par rapport au futur ».
Également, le sociologue Jean-François Mayer fait remarquer que d'une manière générale l'étape de conversion/déconversion est un pas très sérieux dans la vie de quelqu'un, qui peut tout à fait remuer toutes les couches de l'individu surtout si celui-ci prenait très à cœur son culte, voire créer des tensions avec le reste de sa famille. Cette remarque générale ne spécifiait pas les Témoins de Jéhovah en particulier et montre que cela peut concerner également les grandes religions, et donc qu'un enfant élevé dans une famille très croyante et pratiquante reste marqué par l'enseignement religieux qu'il a reçu, quand bien même il décide de quitter cette religion.
Selon Didier Leschi, chef du bureau central des cultes, ayant témoigné sous serment devant la Commission parlementaire relative à l'influence des sectes sur les mineurs, les jeunes de confession pourtant reconnues tels que l'Islam et souhaitant abandonner leur héritage spirituel, rencontrent parfois de très fortes pressions pour rester au sein du groupe, ce qui va parfois très loin. Il s'étonne pourtant que ce genre de comportement ne soit pas mis à l'index par la Commission parlementaire qui préfère se cristalliser majoritairement sur le sort des enfants Témoins de Jéhovah qui, d'après lui, pose moins de problèmes.

### Latransfusion sanguine
Celle-ci doit être refusée par tous les membres du mouvement pour obéir à un commandement divin, tel que leur en donne leur compréhension de la Bible. Tous possèdent une carte qu’ils renouvellent chaque année pour demander aux médecins de ne pas leur administrer de transfusion sanguine en cas d’accident ou d’opération chirurgicale. La règle est la même pour les enfants mineurs qui doivent eux aussi s’abstenir de sang, ce qui suscite des critiques,,,
Les techniques ne faisant pas appel à la transfusion de sang sont de plus en plus fiables et courantes, néanmoins il reste encore de certaines situations où la transfusion sanguine semble demeurer la seule solution thérapeutique, notamment en cas d'accident. Dans de nombreux pays, la justice intervient dans les cas litigieux et ordonne que l’autorité parentale soit suspendue afin que la transfusion soit administrée. En France, dans le cas des mineurs, le médecin doit prendre les décisions qu'il juge nécessaires à la santé de l'enfant, même contre l'avis des parents (cf. partie juridique). C'est ainsi qu'en Europe occidentale, aucun décès de mineurs n'est survenu faute de transfusion depuis plusieurs années. Cependant, certains pays ont une législation qui ne protège pas aussi bien l’enfant mineur et aujourd’hui, des enfants meurent encore dans le monde, pour avoir refusé cette technique médicale,.
Si la commission d’enquête reconnaît qu'il ne lui appartient pas de porter un jugement sur les croyances des Témoins de Jéhovah, elle estime qu'il lui revient de dénoncer les effets de ces dernières sur la santé et le psychisme des enfants. Le rapport explique :
« Appelés à incarner l’image du martyre exemplaire, les jeunes Témoins de Jéhovah espèrent « devoir être opéré(s) pour pouvoir, le jour de l’opération, prouver qu’on est un bon Témoin de Jéhovah en refusant la transfusion sanguine »(5). C’est dans cette logique qu’un article du 24 mai 1994, publié dans la revue jéhoviste Réveillez-vous !, présentait les photographies de vingt-quatre enfants de différents pays, morts pour avoir volontairement refusé une transfusion sanguine et qu’il indiquait comment l’attitude de ces petits malades avait eu, sur le corps médical, un impact positif pour la secte. Leur refus inébranlable de la transfusion avait impressionné le personnel hospitalier qui, du coup, se posaient des questions et pour certains se laissaient endoctriner par la suite (1).
Cette éducation des jeunes enfants et cette préparation au martyre sont en soi extrêmement inquiétantes. Quant à l’attitude des parents qui conduit à mettre en péril la santé de leur enfant, voire à mettre en jeu son pronostic vital, en refusant toute transfusion sanguine, elle est inacceptable ; elle constitue un trouble à l’ordre public, selon l’analyse exposée devant la commission d’enquête par M. Jean-Olivier Viout, qui a notamment précisé : « Quand la vie d’un enfant est en danger, l’État ne doit pas transiger. (…) Le danger est là, et on refuse la transfusion sanguine : c’est un trouble à l’ordre public. » (2)
Les manifestations de ce trouble sont aujourd’hui limitées par le sixième alinéa de l’article L. 1111-4 du code la santé publique qui, « dans le cas où le refus d’un traitement par la personne titulaire de l’autorité parentale ou par le tuteur risque d’entraîner des conséquences graves pour la santé du mineur », autorise le médecin à délivrer « les soins indispensables ». »

### Activités extra-scolaires et amitiés hors du mouvement
- Si vous ne connaissez pas le sujet, laissez ce bandeau (vous pouvez alors contacter les auteurs).
- Si vous supprimez le contenu mis en cause (vous pouvez préalablement contacter les auteurs),

argumentez précisément cette suppression dans la page de discussion
(un manque de référence n'est pas un argument ; une recherche réelle de référence doit avoir été effectuée, être formellement documentée).
Ces activités sont laissées à la libre appréciation des parents. Les publications font remarquer que celles-ci peuvent être préjudiciables lorsqu'elles prennent beaucoup de temps et mettent les jeunes en contact avec des individus à la conduite douteuse. La littérature du mouvement présente les activités sportives comme étant bénéfiques lorsqu'elles sont dénuées d'esprit de compétition, esprit peu compatible avec les exigences chrétiennes. Selon ses détracteurs, cela peut décourager la pratique d'un sport en dehors de l'école.
L’enfant apprend qu’il vit dans un monde dangereux, ce qui doit le conduire à se montrer prudent. Il lui est donc déconseillé de fréquenter trop assidûment les jeunes de ce monde, qui risqueraient de le détourner des Témoins de Jéhovah. Il lui est plutôt suggéré de se limiter à la fréquentation de ses amis au sein de la congrégation,.
Pour ce qui touche à l'intégration sociale des enfants, il convient toutefois de prendre en compte l'évolution des Témoins de Jéhovah dans le cadre d'une ouverture progressive au monde. Comme l'a noté le sociologue Régis Deriquebourg, ceux-ci n'ont pas créé leurs propres écoles confessionnelles. Environ 93 % des enfants de ce mouvement religieux sont scolarisés dans les écoles publiques. De ce fait, les enfants élevés dans les croyances de ce groupe ont la possibilité de constater le mode de vie différent de leurs camarades.
D'anciens membres devenus critiques du mouvement religieux reconnaissent que les Témoins de Jéhovah, et donc leurs enfants aussi, ont de nombreuses activités incluant au moins un minimum de contacts sociaux (vacances, restaurant, parcs d'attractions, outils de communication, etc). Les fidèles estiment pour leur part que leurs enfants ne sont pas privés d'enfance et pensent que ceux qui sont critiques à leur égard sur ce point recourent à la désinformation.
Dans un jugement relatif à la garde d'un enfant, une cour d'appel en a déduit que de telles qualités chez des jeunes, alors que la délinquance est aujourd'hui fréquente, sont la preuve au contraire d'un enseignement bénéfique.

### Discipline
- Si vous ne connaissez pas le sujet, laissez ce bandeau (vous pouvez alors contacter les auteurs).
- Si vous supprimez le contenu mis en cause (vous pouvez préalablement contacter les auteurs),

argumentez précisément cette suppression dans la page de discussion
(un manque de référence n'est pas un argument ; une recherche réelle de référence doit avoir été effectuée, être formellement documentée).
La Société Watchtower axe une grande partie de son enseignement sur les bienfaits de la discipline. Pour elle, les humains imparfaits ont besoin d’être disciplinés par Jéhovah pour que celui-ci continue de les bénir, et ce dès le plus jeune âge. Quand la discipline est acceptée et appliquée, elle conduit à la vie éternelle. Dans ses publications qui parlent de l’éducation des enfants, elle fait souvent référence à des versets bibliques ayant trait à la discipline, par exemple :
- «  Ne refuse pas la discipline au garçon. Si tu le frappes avec le bâton, il ne mourra pas. Toi, tu dois le frapper avec le bâton, pour délivrer son âme du shéol. (Proverbes 23:13-14)  »

Cependant, elle précise que la discipline doit toujours être appliquée de façon réfléchie et d’une manière proportionnelle à la faute, pour qu’elle reste une preuve d’amour et soit bénéfique. Quant au « bâton de la discipline », elle indique qu’il n’est pas forcément à considérer au sens littéral, mais sur ce point l'enseignement a évolué au fil des années : dans les années 1950, la Société Watchtower enseignait que la verge (bâton) n’était pas nécessairement la verge littérale, mais que les parents pouvaient quand même y avoir recours. Jusqu’au début des années 1980, l'usage de la fessée, du « martinet » ou de «  quelque autre type de “baguette” appropriée » étaient encouragés si la gravité de la faute à corriger le justifiait,. Puis, dès 1987, il a été stipulé que la discipline « s’applique généralement au moyen de paroles, et non de fessées ». En 2004, le mot 'fessée' n’est plus associé à l’expression « bâton de discipline », on peut lire que « les parents auront plus de succès s’ils exercent leur autorité avec amour, et non de manière brutale ». Si la Société Watchtower a encouragé pendant un temps l’usage des punitions corporelles, elle a précisé que celles-ci devaient être utilisés avec discernement et jamais sous le coup de la colère.
Dans la pratique, certains faits divers font état de problèmes de maltraitance. Toutefois, ils ne représentent pas le cas général, mais plutôt le fait de dérives.
Dans son audition du 12 juillet 2006, par la commission d'enquête parlementaire, M. Jancovici, chargé de mission pour la coordination, la prévention et le traitement des sectaires, confirme qu'il existe des situations isolées de maltraitance comme dans tout groupe social, mais il fait remarquer qu'il existe aussi dans cette communauté une autre forme de maltraitance qui n'est ni induite par la doctrine, ni par le groupe, mais par la volonté de l'adepte d'appartenir au groupe et de montrer qu'il est un bon adepte. Il explique que lors des réunions à la Salle du Royaume, qui sont parfois longues pour des petits enfants, il leur est demandé de rester calmes et s'ils ne sont pas sages, certains parents, pour montrer qu'ils sont de bons parents, se retirent à l'écart pour corriger leurs enfants. Il affirme que de nombreux témoignages confirment ce point.

#### Liens favorables aux Témoins de Jéhovah
- Site officiel

#### Liens défavorables aux Témoins de Jéhovah
- Rapport n° 3507 commission d'enquête relative à l'influence des mouvements à caractère sectaire et aux conséquences de leurs pratiques sur la santé physique et mentale des mineurs, Georges Fenech, Philippe Vuilque, 12 décembre 2006
- "L'enfant face aux parents Témoins de Jéhovah"